# Carl von Lutterotti
Carl Anton Joseph von Lutterotti (Bolzano, 26 febbraio 1793 – Imst, 20 luglio 1872) è stato un funzionario austriaco, ricordato come poeta dialettale tirolese.
È anche autore di alcuni schizzi e acquerelli dei diversi costumi festivi delle valli del Tirolo, oggi conservati presso il Tiroler Landesmuseum Ferdinandeum, che costituiscono un'importante testimonianza dell'epoca.

## Biografia

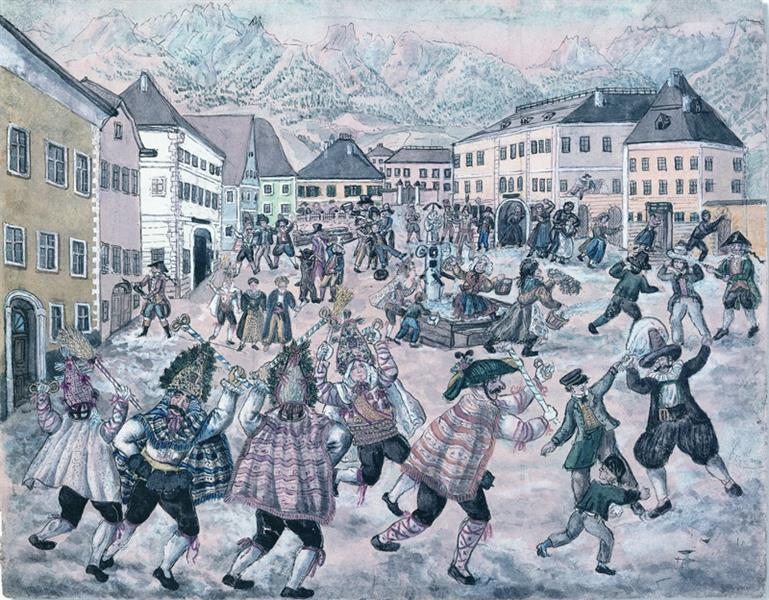
Il Carnevale di Imst. Questo acquerello di Lutterotti, del 1830 circa, è la più antica rappresentazione conosciuta del Schemenlaufen.

Nato il 26 febbraio 1793 a Bolzano da Johann von Lutterotti e Barbara Prugger, Carl (o Karl) von Lutterotti visse a Salorno fino al 1797, poi dopo la morte del padre si trasferì con la madre e i fratelli a Innsbruck. Nel 1809 durante l'insorgenza tirolese rimase ferito ad un piede, rimanendo permanentemente zoppo. Studiò diritto prima a Innsbruck, poi in Baviera e infine a Landshut. Successivamente visse ad Imst, sposò Sophie von Wörz e lavorò come funzionario di stato di basso rango dal 1815 al 1854. Nonostante diversi sforzi, non gli fu concesso di fare carriera.
Fra il 1826 e il 1833 viaggiò attraverso tutto il Tirolo, eseguendo degli schizzi dei costumi popolari, sulla base dei quali poi a casa realizzò piccoli acquerelli, completi anche di paesaggio. Il suo lavoro costituisce la documentazione più importante sul costume trentino dell'epoca. Era capace di capire e parlare gran parte dei dialetti tirolesi. Inoltre era un botanico appassionato e con la sua collezione di piante creò anche un erbario tirolese. Nel 1848 scrisse i due dialoghi politici Die Zeitverhältnisse e Gespräche über die Herren.
Nel 1854, dopo il pensionamento, fu pubblicato un suo volume di 42 poesie in dialetto tirolese (già molto diffuso in versioni scritte a mano), in parte originali e in parte tratte dalla tradizione popolare, non distinguendo i due tipi di opere. I suoi testi più conosciuti sono Der St. Nikolausmarkt in Imst im Jahre 1829 e Der Auszug der Milizkompagnie von St. Nikolaus 1809 nach Kochl in Bayern (denominato Der Koatlackler Auszug). Era amico dell'ingegner Luigi Negrelli, che nel 1829 gli inviò un disegno dei costumi di Pieve di Primiero che Lutterotti usò poi come fonte per il suo acquerello.
Morì nel luglio 1872 a Imst, dove gli è stato eretto un monumento. A Innsbruck invece gli è stata intitolata una strada.

## Opere
- Gedichte im Tiroler Dialecte, Innsbruck, Felician Rauch, 1854.